# Cryosophila kalbreyeri
Cryosophila kalbreyeri är en enhjärtbladig växtart som först beskrevs av Carl Lebrecht Udo Dammer och Karl Ewald Maximilian Burret, och fick sitt nu gällande namn av Bror Eric Dahlgren. Cryosophila kalbreyeri ingår i släktet Cryosophila och familjen Arecaceae. IUCN kategoriserar arten globalt som nära hotad.

## Underarter
Arten delas in i följande underarter:
- C. k. cogolloi
- C. k. kalbreyeri

## Bildgalleri

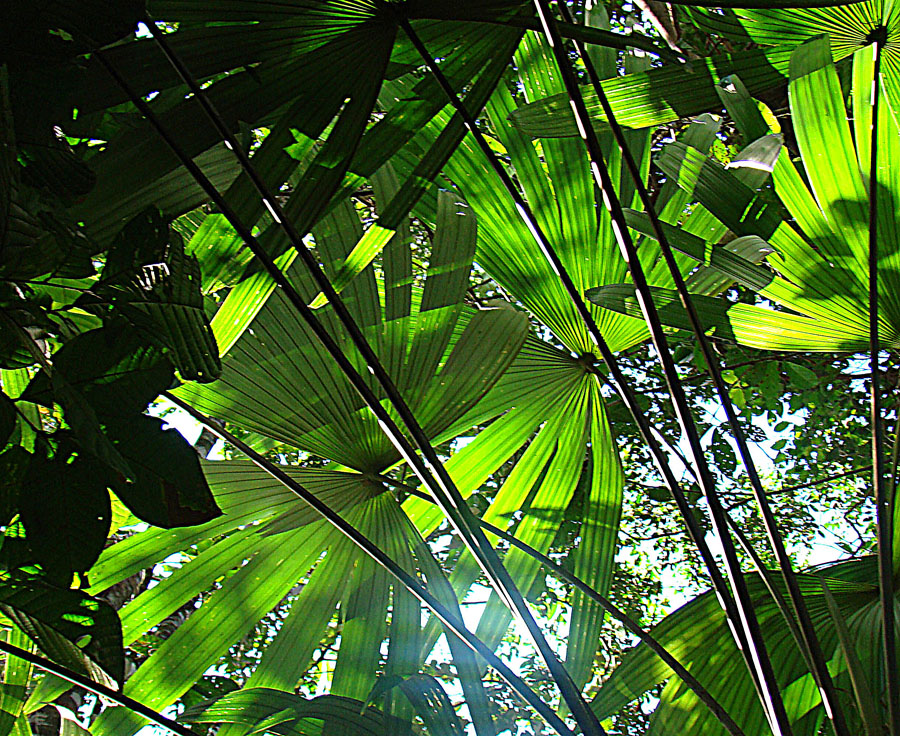